# Giovanni Battista Lacchini
Giovanni Battista Lacchini (Faenza, 20 maggio 1884 – Faenza, 6 gennaio 1967) è stato un astronomo italiano.
Nato a Faenza, Ufficiale Postale con studi classici, appassionato di astronomia con doti straordinarie di capacità osservativa, gli venne riconosciuta dal Ministero della P.I. competenza professionale in campo astronomico honoris causa nel 1928. In contatto dal 1911 con William Tyler Olcott partecipò alla fondazione, unico non americano, della American Association of Variable Star Observers (AAVSO) a cui inviò fino al 1956 più di 53000 osservazioni di stelle variabili, il suo campo di studio preferito. Nel 1922 divenne membro della Commissione n. 27 per le stelle variabili dell'Unione Astronomica Internazionale (IAU).
Nel 1913 fede costruire un osservatorio in una piattaforma in legno nel suo palazzo di Corso Garibaldi 4 nel 1913, ma la visione non favorevole lo spinse nel 1920 a spostarlo sul tetto di casa costruendo l'Osservatorio Urania Lamonia (dal fiume faentino Lamone) al quale fecero visita Presidente e segretario dell'AAVSO e il prof. Azeglio Bemporad. Prese servizio al Regio Osservatorio di Catania nel 1928. Nell'ottobre 1930 ottenne il trasferimento al R.O. Astronomico di Pino Torinese quindi, dal 1933 all'età del pensionamento nel 1952, prestò servizio all'Osservatorio Astronomico di Trieste dove l'attività osservativa era molto limitata dalle condizioni climatiche, dall'inquinamento luminoso e dalla pessima conservazione degli strumenti. Negli anni 1943-44 rimase solo a condurre l'Osservatorio Astronomico di Trieste, riuscendo a smontare e portare fortunosamente in salvo le preziose attrezzature durante i bombardamenti. Dal 1923 collaborò col prof. Guido Horn D'Arturo direttore del R.O. dell'Università di Bologna in campo fotografico, spettroscopico e divulgativo (rivista Coelum e relativo Almanacco). Le sue pubblicazioni scientifiche sia in campo nazionale che internazionale sono oltre 160. Ha compilato un innovativo dettagliato Atlante Celeste spettroscopico, pubblicato in quattro edizioni (1948, 1954, 1960, 1969), con ristampe fino al 1980. Giovanni Battista Lacchini è scomparso a Faenza il 6 gennaio 1967.

## Pubblicazioni
Ha pubblicato oltre 100 lavori in diverse prestigiose testate scientifiche e prevalentemente in:
- Astronomische Nachrichten
- Memorie della società astronomica italiana
- Memorie della Società degli spettroscopisti italiani
- Rendiconti della R. Accademia nazionale dei Lincei Classe di scienze fisiche, matematiche e naturali
- Sapere
- Coelum
- Atlante Celeste – Bologna 1948
- Atlante Celeste spettroscopico – Faenza 1958

## Attribuzioni
- Cratere Lacchini sulla Luna (41.7° N, 107.5° W diametro 58 km)
- premio Giovanni Battista Lacchini istituito dalla UAI
- Gli è stato dedicato un asteroide, 145962 Lacchini[2]